# Certified Associate in Project Management
Certified Associate in Project Management (CAPM) é uma certificação oferecida pelo Project Management Institute (PMI) lançada em 2003 para reconhecer os profissionais que demonstram conhecimentos nos padrões de projetos, de acordo com o A Guide to the Project Management Body of Knowledge (PMBOK Guide) além de suas terminologias.
O objetivo dessa credencial é assegurar que os membros do projeto estejam familiarizados com as práticas abordadas no projeto, garantindo a execução do projeto de acordo com essas práticas. Esses membros podem ser peritos em determinado assuntos, ou executarem funções de coordenação nos projetos que forem participantes.

## Processo de certificação
O processo de certificação é dividido em 5 etapas:
1. Inscrição: É o primeiro passo realizado para obter a credencial, e é feito preferencialmente on-line diretamente no site do PMI. Após a inscrição ser realizada, existe um período de 90 dias para que se complete o preenchimento do formulário oferecido.
2. Revisão da inscrição: É uma revisão da inscrição do candidato, realizada pelo PMI, para habilitá-lo a continuar com o processo de certificação. Dura 5 dias úteis quando a inscrição é feita on-line.
3. Processo de pagamento: Após ser aprovado a prosseguir no processo de certificação o candidato pode realizar o pagamento das taxas devidas, para poder agendar o exame.
4. Processo de auditoria: Cerca de 10% dos candidatos as certificações do PMI são auditados no processo de certificação. Essa auditoria pode ocorrer durante 5 dias úteis após a realização do pagamento das taxas. O PMI informa quais os documentos necessários devem ser enviados, e no caso da CAPM, são os documentos que comprovem a elegibilidade do candidato.
5. Agendamento do exame: Caso o candidato não seja auditado, ou seja aprovado no processo de auditoria, poderá escolher o local, data e horário para o exame de múltipla escolha através do site da empresa Prometric. Esse exame pode ocorrer em até um ano após aprovação da inscrição.
6. Ciclo de recertificação: Após 5 anos da data de realização do exame, com aprovação, o candidato deve prestar um exame de recertificação para manutenção da certificação.

### Requisitos de elegibilidade
Os pré-requisitos para elegibilidade são simples, mas estruturados de acordo com o propósito da credencial.
O candidato possui duas opções para ser elegível a certificação:
1. Ter diploma de ensino médio (2º grau), ou curso superior, e 1.500 horas de experiência com gerenciamento de projetos. Essas horas podem variar desde a participação em times de projetos, ou até mesmo a condução de projetos de acordo com as práticas do PMBOK.
2. Ter diploma de ensino médio (2º grau), ou curso superior, e o mínimo de 23 horas com treinamento oficial em gerenciamento de projetos, que podem ser realizados por centros de treinamentos do PMI, os R.E.P. ou cursos de ensino superior com disciplinas voltadas ao gerenciamento de projetos.

### Estrutura da prova
A estrutura da prová é constituída por 150 questões de múltipla-escolha, sendo 15 questões de pré-teste. As questões de pré-teste não influenciam na pontuação da prova, ou seja, o candidato fará uma prova de 150 questões, mas 135 contarão como questões de pontuação. Não é possível saber quais são as questões de pontuação, e quais são as questões de pré-teste. 
Tempo para o exame é de 3 horas. Ele é ministrado em português brasileiro, inglês, e outros idiomas. Caso o candidato escolha fazer a prova em português, poderá ver as questões originais em inglês. A prova para CAPM, ao contrário da para PMP, é constituída somente de questões que abordam o PMBOK. 
Não existe um número mínimo de questões para aprovação automática. Como o exame é dividido por áreas de conhecimento, de acordo com os acertos e erros em determinadas áreas, o candidato poderá ser aprovado ou reprovado. Ao final do exame o candidato receberás seguintes indicações: proficiente, moderadamente proficiente ou baixa proficiência.

## CAPM no Brasil
Em 2005 surgiu o primeiro Certificado CAPM no Brasil. Em 2006, dois profissionais foram certificados e nesta época, ainda não havia muitas informações de fácil acesso sobre esta credencial, limitado somente ao site do PMI. Em 2007, o números de profissionais certificados aumentou significativamente.
Em 2008, o PMI Global, os Chapters São Paulo e Rio de Janeiro realizaram uma série de ações com objetivo de incentivar e divulgar a credencial, através de entrevistas, palestras, cursos preparatórios e workshops.
Nos próximos anos, especialmente em 2009, as ações continuarão, contando também com apoio de outros "chapters" brasileiros, ressaltando o grande número de profissionais que se preparam para o exame antes da mudança para a 4ª edição do PMBOK no exame CAPM (31/07/09).
Em março de 2009 a revista PM Today do PMI divulgou ou números dos profissionais certificados no Brasil. De acordo com a revista, foi uma surpresa o número de profissionais certificados no ano de 2008 em comparação a outros anos. Segundo essa revista, houve um grande movimento para divulgação dessa certificação pelos 13 capítulos do PMI no Brasil. O número de profissionais com a credencial CAPM no Brasil até o final de 2008 era de 78, mas somente em nesse ano 51 novos profissionais obtiveram essa credencial.